# Chomelia grandicarpa
Chomelia grandicarpa är en måreväxtart som beskrevs av John Duncan Dwyer. Chomelia grandicarpa ingår i släktet Chomelia och familjen måreväxter.
Artens utbredningsområde är Panamá. Inga underarter finns listade i Catalogue of Life.